# Тетин (городище)
Тетинское городище — городище в Чехии. Находилось рядом с нынешними развалинами замка Тетин, в местах, где сегодня расположен населённый пункт Тетин (район Бероун).
Это был один из опорных пунктов городищной системы, которая окружала государство Пржемысловичей в Центральной Чехии, и его происхождение часто относят к рубежу X—XI веков.
В 921 году здесь была убита святая Людмила Чешская. Несмотря на письменные упоминания о замке, которые относятся к XIII веку, о Тетине уже было известно из легенд о святых Вацлаве и Людмиле. Но значение городища, вероятно, с середины X века снизилось.

## Археологические раскопки 2006-го года
При археологических раскопках на территории бывшего городища в 2006 году было обнаружено около трех десятков захоронений, самое молодое из которых датировалось первой половиной X века. В большинстве случаев в захоронениях не содержалось ценных предметов. Исключение составляли лишь три женских могилы. В первой могиле маленькой девочки было найдено пять простых бронзовых серёг и одна позолоченная бубенцовая серьга, два бронзовых гомбика, ожерелье из стеклянных бус и нож. В погребении второй женщины — четыре бронзовые серьги, ожерелье из стеклянных бус, нож и ведро. Третье захоронение содержало две серебряные серьги, ожерелье из стеклянных бус и нож.
По раскопкам с женскими украшениями, и особенно по бубенцовым серьгам с рядом петлей, археологи могут судить как об одном из самых старых славянских захоронений в Чехии и относят его ко второй половине IX столетия. Продолжающиеся археологические исследования должны подтвердить, если городище появилось, в отличие от предыдущего датирования, на 30 или 40 лет раньше, о чём свидетельствует характер захоронения.

## Палеогенетика
У скелета юноши с ритуальной трепанацией черепа (870—950 годы) с Тетинского городища была секвенирована ДНК и идентифицирована Y-хромосомная гаплогруппа G2-M201.